# Centre terre, septième continent
Pour plus de détails, voir Fiche technique et Distribution.
Centre Terre : 7e Continent (At the Earth's Core) est un film américano-britannique réalisé par Kevin Connor, sorti en 1976.

## Synopsis
Le professeur Perry (Peter Cushing) et son assistant David (Doug McClure), dans leur foreuse appelée "La Taupe", vont s'enfoncer dans les entrailles de la Terre. Ils vont découvrir la cite de Pellucidar, dominée par les Mahars.

## Fiche technique
- Titre : Centre Terre : 7e Continent
- Titre original : At the Earth's Core
- Réalisation : Kevin Connor
- Scénario : Milton Subotsky, d'après le roman Au cœur de la Terre, d'Edgar Rice Burroughs, cycle de Pellucidar.
- Production : John Dark, Max Rosenberg, Milton Subotsky et Harry N. Blum
- Sociétés de production : American International Pictures et Amicus Productions
- Musique : Michael Vickers
- Photographie : Alan Hume
- Montage : John Ireland et Barry Peters
- Décors : Maurice Carter
- Direction artistique : Bert Davey
- Pays d'origine :  Royaume-Uni,  États-Unis
- Format : Couleurs - 1,66:1 - Stéréo - 35 mm
- Genre : Aventure, science-fiction
- Durée : 89 minutes
- Date de sortie : juillet 1976 (États-Unis)

## Distribution
- Doug McClure (VF : Marc de Georgi) : David Innes
- Peter Cushing (VF : Philippe Dumat) : le docteur Abner Perry
- Caroline Munro (VF : Marion Loran) : la princesse Dia
- Cy Grant (VF : Jacques Thébault) : Ra
- Godfrey James : Ghak
- Sean Lynch : Hoojah
- Keith Barron :(VF:Claude Bertrand): Dowsett
- Helen Gill : Maisie
- Anthony Verner : Gadsby
- Robert Gillespie : le photographe
- Michael Crane : Jubal
- Bobby Parr : le chef Sagoth
- Andee Cromarty : une femme esclave

## Autour du film
- Le film est adapté du roman Au cœur de la Terre d'Edgar Rice Burroughs.
- Le tournage s'est déroulé aux studios Pinewood, en Angleterre.
- L'acteur Bobby Parr perdit un doigt durant une scène de combat avec Doug McClure qui a mal tourné.

## Distinctions
- Nomination au prix du meilleur film fantastique, par l'Académie des films de science-fiction, fantastique et horreur en 1977.